# Sabora Flavia
Flavia Sabora fue una villa romana, fundada entre el 79-80 a. C. situada cerca de Cañete la Real, en Málaga.

## Descubrimiento
Una placa de bronce que ligaba la ciudad descrita en textos de época romana a la localidad de Cañete la Real fue encontrada en la localidad en el siglo XVI, la placa, cuya transcripción es dudosa, pasó a formar parte de la colección del rey Carlos I, se perdió en el incendio del Alcázar de Madrid en 1734.
En 2020, un vecino de la zona, tras ver una serie de agujeros realizados por los expoliadores, y el estudio de ortofotos, dibujó lo que parecía indicar las ruinas de lo que podría ser la ciudad perdida. Antonio Aranda, que fue el vecino que dio la voz de alarma por la presencia de los expoliadores, ha sido durante años uno de los que firmemente estaban convencidos de que en esas tierras, hoy sembradas por cereales, se encontraba Flavia Sabora, la última de las ciudades romanas importantes que quedaba por localizar en la provincia de Málaga. https://www.diariosur.es/sur-historia/curiosa-historia-fraguo-20200807132520-nt.html
En 2022, un equipo de investigación de la Universidad de Cádiz (UCA), mediante el uso de fotos aéreas, ortofotos y georradar, lograron localizar la villa para su excavación y conservación. https://www.elespanol.com/historia/20240412/ciudad-romana-oculta-campo-cereal-malaga-rogo-emperador-vespasiano/846915383_0.html

## Historia
En el año 77 dos representantes de la villa de Sabora, Caius Cornelius Severus y Marcus Septimius Severus realizaron una petición al emperador César Vespasiano Augusto para el traslado de la villa, situada en aquel momento en el actual cementerio de Cañete la Real. El Emperador aceptó el traslado a otro emplazamiento con la condición de que la nueva ciudad pasase a llamarse Flavia Sabora aludiendo al linaje al que pertenecía Tito Flavio Vespasiano.
El análisis de planimetría parece indicar que estaba dotada de “el clásico trazado de calles de época romana, zona de ínsulas romanas integrada por viviendas, una zona termal con un ábside, un área de almacenes públicos, e incluso lo que podría ser un templo, entre otros edificios”. Un espacio “con todos los elementos habituales en ciudades de estas características que habría que estudiar en detalle", comentó Lázaro Lagóstena.